# エクアドル人
多くのエクアドル人は1つないし3つ以上の地域から移住してきた人である。エクアドル人は、1万5千年以上前にエクアドルにやって来たスペイン人に征服される前の先住民、5世紀以上前にやってきたヨーロッパ人（主にスペイン人）、同じく5世紀以上前にやって来たサハラ砂漠以南の黒人アフリカ人などからなる。それらの人種同士の結婚によって2つないしそれ以上のグループができ、それがまた新たな人種となった。
ヨーロッパ人とアメリカ先住民の混血によるグループであるメスティーソが圧倒的に1番多い民族グループであり、現在の人口の71.9%を占める。白人が6.1%を占めていると言われていて、そのほとんどが純粋なヨーロッパ人である。多くの白人エクアドル人が植民地支配後のスペイン系で、その人たちはクリオーリョという名前でも知られている（クリオーリョとはもともと地元生まれのスペイン人という意味で、イベリア半島で生まれたスペイン人であるペニンスラールとは異なる）。
白人エクアドル人にはイタリア系、ドイツ系、フランス系など他のヨーロッパ諸国出身の人たちもいる。3番目に多いグループはアメリカ先住民で、エクアドル全人口の約7%である。残りの多くはアフリカ系エクアドル人が占めムラート（ヨーロッパ人とサハラ砂漠以南のアフリカ人の混血）やサンボ（先住民とサハラ砂漠以南のアフリカ人の混血）などである。
ベネディクト・アンダーソンは、自著『想像の共同体』で「南アメリカの新生共和国が、かつてはそれぞれ、一六世紀から一八世紀にかけて行政上の単位」であり、イベリア半島出身者によって形成された南アメリカにおける行政単位は偶然的・恣意的なものであったが、それでもやがてエクアドル人もベネズエラ人もコロンビア人も、自国に愛着を寄せるようになったことを指摘している。

## 人口

### 国勢調査によるデータ
INEC（スペイン語: Instituto Nacional de Estadisticas y Censos）という制府機関による国勢調査を行い、その国勢調査は10年ごとに実施され、エクアドル国内の人口を調べる目的で行われる。現在は世帯情報も調査しており、もっとも最近（2011年時点）行われた調査では特に田舎や人里離れた地域の人口を正確に測ることに力を入れた。2010年の国勢調査は11月と12月に行われ、2011年1月27日に調査結果が公表された。

#### 総人口数
以下の表は、最近行われた国勢調査のデータであり、総人口数が表示されている。
| № | Date        | Population | Density | Change since previous census |
| - | ----------- | ---------- | ------- | ---------------------------- |
| 1 | Census 2001 | 12,156,608 | 53.8    |                              |
| 2 | Census 2010 | 14,306,876 | 55.8    | +14%                         |

#### 人口増加率
以下の表は、人口増加率である。
| № | Time lapse | Growth percentile |
| - | ---------- | ----------------- |
| 1 | 1950–1962  | 2.96%             |
| 2 | 1962–1974  | 3.10%             |
| 3 | 1974–1982  | 2.62%             |
| 4 | 1982–1990  | 2.19%             |
| 5 | 1990–2001  | 2.05%             |
| 6 | 2001–2010  | 1.52%             |

### 国連によるデータ
The World Population Prospectsによる2015年の改訂版によると、2015年の総人口は16144,000人で、それと比較できるデータは1950年の3470000人のみである。2015年のデータでは15歳以下の子供の割合は29.0%で、15歳～65歳の人の割合は63.4%で、65歳以上の年齢の割合は6.7%である。
|      | Total population (x 1000) | Proportion aged 0–14 (%) | Proportion aged 15–64 (%) | Proportion aged 65+ (%) |
| ---- | ------------------------- | ------------------------ | ------------------------- | ----------------------- |
| 1950 | 3 470                     | 39.5                     | 55.2                      | 5.3                     |
| 1955 | 3 957                     | 41.6                     | 53.5                      | 4.9                     |
| 1960 | 4 546                     | 43.3                     | 52.0                      | 4.7                     |
| 1965 | 5 250                     | 44.5                     | 51.0                      | 4.5                     |
| 1970 | 6 073                     | 44.3                     | 51.5                      | 4.3                     |
| 1975 | 6 987                     | 43.7                     | 52.2                      | 4.1                     |
| 1980 | 7 976                     | 41.8                     | 54.1                      | 4.1                     |
| 1985 | 9 046                     | 40.0                     | 55.9                      | 4.1                     |
| 1990 | 10 218                    | 38.2                     | 57.5                      | 4.3                     |
| 1995 | 11 441                    | 36.3                     | 59.1                      | 4.6                     |
| 2000 | 12 629                    | 34.7                     | 60.3                      | 5.0                     |
| 2005 | 13 735                    | 32.6                     | 62.4                      | 5.5                     |
| 2010 | 14 935                    | 30.7                     | 63.4                      | 6.1                     |
| 2015 | 16 144                    | 29.0                     | 63.4                      | 6.7                     |

#### 人口の構成[16]
人口の構成（2013年1月7日時点、推定値-インド系遊牧民は数字に入っていない。2010年国勢調査のデータに基づいた情報）
| Age Group | Male      | Female    | Total      | %     |
| --------- | --------- | --------- | ---------- | ----- |
| Total     | 7,815,935 | 7,958,814 | 15,774,749 | 100   |
| 0–4       | 864,669   | 826,731   | 1,691,400  | 10.72 |
| 5–9       | 854,691   | 816,503   | 1,671,194  | 10.59 |
| 10–14     | 815,838   | 783,725   | 1,599,563  | 10.14 |
| 15–19     | 756,376   | 737,082   | 1,493,458  | 9.47  |
| 20–24     | 685,997   | 682,849   | 1,368,846  | 8.68  |
| 25–29     | 620,881   | 635,987   | 1,256,868  | 7.97  |
| 30–34     | 559,055   | 593,148   | 1,152,203  | 7.30  |
| 35–39     | 495,340   | 538,054   | 1,033,394  | 6.55  |
| 40–44     | 437,744   | 476,215   | 913,959    | 5.79  |
| 45–49     | 387,618   | 419,090   | 806,708    | 5.11  |
| 50–54     | 336,267   | 360,935   | 697,202    | 4.42  |
| 55–59     | 279,746   | 298,503   | 578,249    | 3.67  |
| 60–64     | 223,411   | 238,973   | 462,384    | 2.93  |
| 65–69     | 172,623   | 187,448   | 360,071    | 2.28  |
| 70–74     | 128,033   | 142,255   | 270,288    | 1.71  |
| 75–79     | 89,929    | 101,191   | 191,120    | 1.21  |
| 80–84     | 57,585    | 64,467    | 122,052    | 0.77  |
| 85–89     | 31,289    | 34,891    | 66,180     | 0.42  |
| 90–94     | 13,655    | 15,370    | 29,025     | 0.18  |
| 95–99     | 4,898     | 5,145     | 10,043     | 0.06  |
| 100+      | 290       | 252       | 542        | 0.03  |

| Age group | Male      | Female    | Total     | Percent |
| --------- | --------- | --------- | --------- | ------- |
| 0–14      | 2,535,198 | 2,426,959 | 4,962,157 | 31.46   |
| 15–64     | 4,782,435 | 4,980,836 | 9,763,271 | 61.89   |
| 65+       | 498,302   | 551,019   | 1,049,321 | 6.65    |

### 生命に関するデータ
エクアドルの人生上のさまざまな出来事に関する情報は未完成である。国連にある人口を調査している部署には以下のデータがある。
| Period | Live births per year | Deaths per year | Natural change per year | CBR* | CDR* | NC*  | TFR* | IMR* | Life expectancy total | Life expectancy males | Life expectancy females |
| --- | -------------------- | --------------- | ----------------------- | ---- | ---- | ---- | ---- | ---- | --------------------- | --------------------- | ----------------------- |
| 1950–1955 | 169,000              | 71,000          | 98,000                  | 45.6 | 19.2 | 26.4 | 6.75 | 140  | 48.4                  | 47.1                  | 49.6                    |
| 1955–1960 | 190,000              | 71,000          | 119,000                 | 44.8 | 16.7 | 28.1 | 6.75 | 129  | 51.4                  | 50.1                  | 52.7                    |
| 1960–1965 | 214,000              | 71,000          | 143,000                 | 43.6 | 14.5 | 29.1 | 6.65 | 119  | 54.7                  | 53.4                  | 56.1                    |
| 1965–1970 | 239,000              | 73,000          | 166,000                 | 42.2 | 13.0 | 29.2 | 6.40 | 107  | 56.8                  | 55.4                  | 58.2                    |
| 1970–1975 | 258,000              | 74,000          | 184,000                 | 39.6 | 11.4 | 28.2 | 5.80 | 95   | 58.9                  | 57.4                  | 60.5                    |
| 1975–1980 | 270,000              | 71,000          | 199,000                 | 36.2 | 9.5  | 26.7 | 5.05 | 82   | 61.4                  | 59.7                  | 63.2                    |
| 1980–1985 | 285,000              | 68,000          | 217,000                 | 33.5 | 8.0  | 25.5 | 4.45 | 69   | 64.5                  | 62.5                  | 66.7                    |
| 1985–1990 | 302,000              | 64,000          | 238,000                 | 31.4 | 6.7  | 24.7 | 4.00 | 56   | 67.5                  | 65.3                  | 69.9                    |
| 1990–1995 | 311,000              | 63,000          | 248,000                 | 28.7 | 5.8  | 22.9 | 3.55 | 44   | 70.1                  | 67.6                  | 72.7                    |
| 1995–2000 | 316,000              | 64,000          | 252,000                 | 26.3 | 5.4  | 20.9 | 3.20 | 33   | 72.3                  | 69.7                  | 75.2                    |
| 2000–2005 | 313,000              | 68,000          | 245,000                 | 23.8 | 5.2  | 18.6 | 2.88 | 25   | 74.2                  | 71.3                  | 77.3                    |
| 2005–2010 | 323,000              | 74,000          | 249,000                 | 22.5 | 5.2  | 17.3 | 2.73 | 21   | 75.0                  | 72.1                  | 78.1                    |
| 2010–2015 | 329,000              | 80,000          | 249,000                 | 21.2 | 5.2  | 16.0 | 2.59 | 17   | 76.4                  | 73.6                  | 79.3                    |
| 2015–2020 | 330,000              | 85,000          | 245,000                 | 19.7 | 5.1  | 14.6 | 2.44 | 14   | 77.6                  | 74.9                  | 80.4                    |
| * CBR = crude birth rate (per 1000); CDR = crude death rate (per 1000); NC = natural change (per 1000); IMR = infant mortality rate per 1000 births; TFR = total fertility rate (number of children per woman) |                      |                 |                         |      |      |      |      |      |                       |                       |                         |

出生と死亡
| Year | Population | Live births | Deaths | Natural increase | Crude birth rate | Crude death rate | Rate of natural increase | TFR   |
| ---- | ---------- | ----------- | ------ | ---------------- | ---------------- | ---------------- | ------------------------ | ----- |
| 2009 |            | 215 906     | 59 714 | 156 192          |                  |                  |                          |       |
| 2010 | 14 483 499 | 219 162     | 61 681 | 157 481          |                  |                  |                          |       |
| 2011 |            | 229 780     | 62 304 | 167 476          |                  |                  |                          | 2.737 |
| 2012 |            | 235 237     | 63 511 | 171 726          |                  |                  |                          | 2.684 |
| 2013 |            | 220 896     | 63 104 | 157 792          |                  |                  |                          | 2.634 |
| 2014 |            | 229 476     | 62 981 | 166 495          |                  |                  |                          | 2.587 |
| 2015 |            | 273 280     | 64 790 | 208 490          | 16.8             |                  |                          |       |

### CIA World Factbookによる人口調査
以下の人口統計データは、特に明記がなければCIA World Factbookによるものである。（人口：15007343人、2011年7月、推定）
年齢中央値
男女計：25.7歳
男性：25歳
女性：26.3歳（2011年推定値）
人口増加率
1.443%（2011年推定値）
純移動率
0.52人/1000人（2003年推定値）
0.81人/1000人（2009年推定値）
男女比
出生時：女性1人あたり男性1.05人
15歳以下：女性1人あたり男性1.04人
15～64歳：女性1人あたり男性0.97人
65歳以上：女性1人当たり男性0.93人
計：女性1人あたり男性0.99人
HIV/AIDS―成人の罹患率
0.3%（2007年推定値）
HIV/AIDS―HIV/AIDSを患っている人
26000人（2007年推定値）
HIV/AIDS―死者
1400人（2007年推定値）
国名
名詞：Ecuadorian(s)
形容詞：Ecuadorian
宗教
カトリック：約95％
プロテスタント：約4％
ユダヤ教：0.002％未満
東方正教会：0.2%以下
イスラム教：(スンニ派)約0.001%
仏教：0.15%以下
アニミズム：0.5%以下
無神論者、不可知論者：1%
言語
スペイン語（公用語）、アメリカ先住民の言語（主にQuechua）
Achuar-Shiwiar語　2000人 Pastaza地区　別名：Achuar、Achual、Achuara、Achuale
Chachi語 3450人　Esmeraldas地区　Cayapas川水系　別名：Cayapa、Cha’ Palaachi
Colorado語 2300人　Santo Domingo de los Colorados地区　別名：Tsachila、Tsafiki
Quechua語 多くの地域で9つの方言を話す、合わせて1460000人
Shuar語　46669人（2000年 WCD） Morona-Sanitago地区 別名：Jivaro、Xivaro、Jibaro、Chiwaro、Shuara
Waorani語　1650人（2004年）Napo、Morona-Santiago地区　別名；Huaorani、Waodani、Huao
識字率（15歳以上の者が読み書きをできるかどうか）
全人口の91％
男性：92.3%
女性：89.7%（2003年推定値）

### 地理
19世紀終盤まで海沿いの地区でマラリアや黄熱病が流行したため、エクアドルの人口はSierra地区の高地や渓谷にかなり集中した。現在の人口は以前よりはSierra地区とCosta地区（海沿いの低地）に均等に分布している。
全ての地区において、特に大都市などの都市部への移住によって都市部の人口は55％増えた。
Oriente地区はアンデス山脈東部へ続くアマゾン川流域にある低地からなり、エクアドルの陸地の約半分を占め、全人口の3％と以前から人口が少なく、メスティーソや白人移住者とは距離を置いている先住民が多く住んでいる。
Oriente地区には9つもの種類の先住民が住んでいる。それは、Quichua、Shuar、Achuar、Huaorani、Siona、Secoya、Shiwiar、Cofanなどであり、そこの人たちは Confederation of Indigenous Nationalities of the Ecuadorian Amazon、つまりCONFENIAEの政治的代表を務めていた。
17世紀から18世紀前半にかけてエクアドル東部の油田開発に伴う、石油採掘やインフラ設備の開発のために、開発の盛んだった地区で国内での移動が盛んな時期があり、この移動の多くは3年続いた干ばつによって影響を受けた南部地区Lojaからである。この石油産業によるブームはLago Agrio（Nueva Loja）でにわか好景気を生むだけでなく、湿地や湖での森林伐採や公害も生んだ。

## 人種と民族
エクアドルには5つの主要な民族グループがある。メスティーソ、白人、アフリカ系エクアドル人、アメリカ先住民、モントゥーノである。メスティーソがエクアドル全人口の70％を占める。
| Mestizo | White | Amerindian | Montubio | Afroecuadorian | other |
| ------- | ----- | ---------- | -------- | -------------- | ----- |
| 71.9%   | 6.1%  | 7.0%       | 7.4%     | 7.2%           | 0.4%  |

エクアドル人はスペインからの移民、南アメリカのインディアン、16世紀に海岸沿いのプランテーションでの労働目的でやってきた混血の黒人奴隷の子孫であり、これらのグループ同士が結婚してメスティーソやチョロという民族が生まれた。
国勢調査にはどうやって現在のエクアドルにいる民族が出来たのかという記録は残っておらず、いろいろな情報が錯綜しているので、それぞれの民族グループが何人いるかという情報はおおよその値になっているが、1980年代はインディアンとメスティーソがエクアドルの人口の多くを占めそれぞれ全人口の約40%を占めていた。白人は10～15％いて、黒人は5％という数字になっている。
1989年に書かれたKluckの情報によるとエクアドルの民族グループには以前から白人、メスティーソ、黒人や他の民族との間に階層制度があり、Kluckはこの階層制度は植民地主義と植民地支配国による法の支配だとみている。スペイン生まれの人はNew Worldといわれるところに住み、階層のトップに位置していた。それに続く地位として植民地でスペイン人の両親から生まれたクリオーリョがいた。19世紀、メスティーソという人種はインディアンと白人の両親から生まれた人を指し、チョロはインディアンとメスティーソの両親から生まれた人を指したが、20世紀までメスティーソとチョロはよく同じような意味で用いられた。Kluck社会における関係、職業、慣習、服装などは全て民族の歴史から由来しているとみており、Kluckは「もし嫁ぎ先のグループの慣習に合わせる必要が出てきたら彼らの慣習に合わせることになるだろう、そうなった時は言い逃れできないだろう」と述べている。
民族グループの特徴は民族によってかなり違い、民族の特徴を説明する際、地位の相当高いメスティーソと白人が使う言葉によっていろいろな社会的、生物学的特徴が組み合わされるので、民族の特徴は絶えず変化している。インディアンの人たちはよくメスティーソに民族を変更する。そして、その地位の高いメスティーソは白人に迫る勢いでさらに地位を上げていく。民族の個性によって彼らの特徴がたくさん見えてくる、例えば、身体の特徴、衣装、言葉、コミュニティー、自己表現などである。
1950年代に大移動があったが、それまでは民族の地理的分布は分かりやすいものであり、白人は主に大都市に住んでいた。メスティーソは小さな町にいて地方の至る所に住んでいた。メスティーソもいたが、インディアンの多くはSierra地区の田舎に住んでいた。多くの黒人はEsmeraldas地区に住んでいた。そことはやや離れたCarchi地区、Imbabura地区にも住んでいた。Sierra地区の資源を獲得しようという圧力とハシエンダという大規模農場が消滅するということがあったが、多くのインディアンが沿岸地域、エクアドル東部や市部にやってきた。
1980年代までにSierra地区のインディアンまたはメスティーソから民族を変更したインディアンは、Quito、Guayaquilの沿岸部やエクアドル東部や沿岸部の植民地でプランテーションをして生活をした。
1980年代後半、アナリストはCayapa族とColorado族は約4000人しかいなかったとみている。
エクアドルとコロンビアの国境のある地区から少し離れたEsmeraldas市へ移動した黒人もいる。

### アフリカ系エクアドル人
アフリカ系エクアドル人は、インカ帝国がエクアドルを征服している時にスペイン人が連れてきたアフリカ奴隷の子孫からなる民族グループである。彼らはエクアドルの人口の3～5％を占めている。
エクアドルにはアフリカ人の子孫が約112万人いる。アフリカ系エクアドル人の文化は主にエクアドル北西部で見られ、Esmeraldas地区ではアフリカ人が70％を占め、Imbabura地区のValle del Chotaでも多くのアフリカ人が住んでおり、QuitoやGuayaquilも同様にかなりのアフリカ人が住んでいる。

### Sierra地区のインディアン
1980年代前半、Sierra地区のインディアンは推定150～200万人いて、アンデス山脈の山間で生活している。スペインによる侵略のために長い間ヒスパニック文化と接していたので、Sierra Indians特有の文化は薄れてしまった。
Sierra Indiansは地位の違いから白人やメスティーソとは隔離されていました。彼らは地位が低いために、差別を受けていた。多くのインディアンは貧しく、読み書きもできず、国家機関への関与も制限され、地位の高い人たちとは違い、社会的、経済的配慮を受けることもほとんどなかった。
インディアンは髪型、服装、言語などが違うので、他の民族から孤立するようになり、インディアンは1970年代後半までには以前よりも機械的に生産された服を着るようになったが、それでも彼らの服装は他の原住民たちとは明らかに違うように映り、もっぱら賃金労働による収入に依存していましたインディアンは、インディアンらしさを保ちつつも、欧米風の服装も取り入れていった。
インディアンの多くはQuechua方言のQuichua語と第2言語としてスペイン語を話し、スペイン語の能力は人それぞれであり、1980年代後半までにはQuichua語を学ぶ若者はほとんどいなくなった。

### エクアドル東部のインディアン
16世紀になって初めてエクアドル東部のインディアンは白人と接する機会が出てきたが、他の先住民と比べるとその機会は少ないものであった。
19世紀までにエクアドル東部へやって来たインディアン以外の民族の多くは貿易業者か宣教師であった。
1950年代初めに政府が道路を作ってSierraの住民にアマゾン川流域へ移動するように勧めました。それによってエクアドル東部のインディアンは他の民族と接するようになり、インディアンと他の地域からやってきた人たちが接することにより、先住民の生活に大きな影響を与えることになる。
1970年代後半には、およそ3万人のQuichua語を話す人たちと1万5千人のJívaros族がエクアドル東部のインディアンたちと生活していた。Quichua語を話す人たち（この人たちはYumbosと呼ばれることもある）はスペインによる侵略の後、自分たちのグループを抜けだした。
Quichua語を話す宣教師や貿易業者の影響を受けて、Yumbosが話す言葉も変わっていき、次第に以前話していたYumbos特有のQuichua語を話さなくなった。Yumbosはエクアドル東部の至る所に散らばり、Shuar族とAchuar族に分かれたJívarosはエクアドル南東部に集中し、ペルー北東部で生活する人もいた。YumbosもJívarosも地域内での争いを回避し、焼畑農業による熱帯雨林の破壊を最小限にするために昔から移住に依存した生活をしている。両者は原始的な手段で農業をして生計を立てており、Maniocという主要作物はたくさんの果物や野菜と共に生産を伸ばしていった。Yumbosの男性は賃金労働者としても働いて生活必需品が必要な時はそこで稼いだお金で購入した。
1970年代中ごろまでに多くのQuichua語を話す人たちがエクアドル東部の町や教会のある場所へ移住してきた。インディアンの人たちはキリスト教徒のインディアンとジャングルに住んでいるインディアンを区別するようになり、キリスト教徒のインディアンは都会の人たちと商取引をする。キリスト教徒でQuichua語を話す人たちとは違い、Jívarosはもっと人里離れた地域に住んでおり、Jívarosは農業だけではなく狩りや家畜でも生計を立てていたが、 彼らの園芸のやり方は、キリスト教徒ではないYumbosのやり方と似ていた。
Shamans（curanderos）族はYumbosやJívarosと重要な社会的関係を築いた。地域で争いが起きた時は先頭に立って解決に努め、1980年代に敵対関係のあるShamans同士の争いが発展して多くの死者がでた。
エクアドル東部に住んでいたインディアンの人口は、外部の人たちと会う機会が多くなったことによって急激に減少し、メスティーソが先住民の土地を横取りしたことによって作物が取れなくなり、先住民が免疫を持っていなかった病気にかかり、また、社会が混乱していたのもあって死亡率が増え、出生率が下がった。
1950年代のShuar族に関する研究では、10代の人口は思っていたよりも少ないことがわかり、この10代の人たちとは外部の人たちと関わることが増えた世代の中では一番若い人たちであり、その約10年後、人口増加率は持ち直してきた。

## 文化
エクアドルにある文化は主にスペイン系のメスティーソとその祖先によって作られたと言っても過言ではない。エクアドルの文化は昔からスペインの趣があり、アメリカ先住民やアフリカ人の要素もある程度入っている。初めに最も多い人数でやって来たスペイン人入植者によるエクアドルへの移住があり、その後1499年にヨーロッパ人が移住してきた。その後19世紀後半と20世紀前半に、数は少ないが、別のヨーロッパ人と北アメリカ大陸諸国からの人たちがやってきて、こちらも少ないが、第2次世界大戦後にポーランド人、リトアニア人、イギリス人、アイルランド人、クロアチア人がやってきた。
アフリカ人奴隷は福音主義やエンコミエンダによって征服されていたので、南アメリカのアンデス山脈にあるスペイン植民地での労働者ではなかったが、Esmeraldas北部の沿岸部に住んでいるアフリカ人の子孫も少数であるが存在する。このEsmeraldasにいるアフリカ人の子孫は、17世紀のエクアドル北部の沿岸部を出発した奴隷売買のガリオン船が難破したことによるものが大きい。
エクアドル先住民によるコミュニティーは、他の文化と交わりながらエクアドル文化に溶け込まれていったが、特にアマゾン川流域のさらに先住民色の強いコミュニティーに見られるような、自分たち独自の先住民文化を実践している人たちもいた。第1言語としてスペイン語を話している人はエクアドル全人口の90％以上と1番多く、第1もしくは第2言語としてスペイン語を話している人は98％である。アメリカ先住民の言語を話す人たちもいて、第2言語として話している人もいる。アメリカ先住民の言語しか話さない人たちも2％いる。

### 言語
多くのエクアドル人はスペイン語を話すが、Kichwa語のようなアメリカ先住民の言語を話す人たちもいる。他のエクアドルで話されるアメリカ先住民の言語はAwapit語（Awá族が話す）、A'ingae語（Cofan族が話す）、Shuar Chicham語（Shuar族が話す）、Achuar-Shiwiar語（Achuar族とShiwiar族が話す）、Cha'palaachi語（Chachi族が話す）、Tsa'fiki語（Tsáchila族が話す）、Paicoca語（Siona族とShiwiar族が話す）、Wao Tededeo語（Waorani族が話す）がある。エクアドル人が話すスペイン語は普通のスペイン語であるが、エクアドル特有の表現も見られる。

### 宗教
Ecuadorian National Institute of Statistics and Censusによるとエクアドル人の91.95%は自分の宗教を持っている。7.94%の人が無神論者で、0.11%の人が不可知論者である。自分の宗教を持っている人たちのうち80.44%はカトリック教徒で11.30%はプロテスタントで8.26%はユダヤ教、仏教、末日聖徒などの他の宗教である。
エクアドルの田舎の方では、先住民の思想とカトリック主義が融合されている。そこでのお祭りやパレードは地元特有の儀式をしたり偶像を使ったりする。
少数ではあるが、東方正教会の人、先住民の宗教の人、イスラム教徒、仏教徒、Bahá'ísの人たちもいる。18万5千人の末日聖徒イエス・キリスト教会の人や、8万人のエホバの証人の人たちもいる and over 80,000 Jehovah's Witnesses in the country.。
エクアドルのユダヤ教コミュニティー（Comunidad Judía del Ecuador）がQuitoにあり300人のメンバーがいる。多くの若者たちがアメリカ合衆国やイスラエルへ行ってしまうため、メンバーの数は減っているが、そのコミュニティーのユダヤ教センターにはシナゴーグ、カントリークラブ、共同墓地がある。そこではユダヤ教の歴史、宗教、ヘブライ語の授業をしてくれるAlbert Einstein Schoolを支援しており、2004年、QuitoにChabad houseができた。CuencaとAmbatoにもとても小さなコミュニティーができ、Comunidad de Culto Israelitaはthe Jews of Guayaquilを再び統合し、このコミュニティーはエクアドルのユダヤ教コミュニティーとは独立していた。ユダヤ教の観光客がエクアドルへ旅行をし、旅行先でもユダヤ教律法に従った生活を送りたいと思っているときにも、彼らはそこでユダヤ教の施設を使うことができ、アマゾン熱帯雨林へ旅行をするときも同様である。その都市にはMessianic Judaismのシナゴーグがある。

### 音楽
エクアドルの音楽には長い歴史がある。Pasilloはラテンミュージック特有のジャンルであり、エクアドルではPasilloは国民的な音楽のジャンルである。
何年もの時を経て、多くの文化によって新しいタイプの音楽ができあがった。他の伝統的な音楽としてalbazo、pasacalle、fox incaico、tonada、capishca、Bombaやアフリカ系エクアドル人によって確立されたEsmeraldasなどがある。
TecnocumbiaとRockolaは外国の文化の影響を受けた典型的な例である。
エクアドルには最も伝統的なダンスのスタイルの1つとしてSanjuanitoがあり、これはもともとエクアドル北部OtavaloにあるImbaburaが発祥である。
Sanjuanitoはメスティーソの人たちの祭りで使われている独特のダンスであり、エクアドルの音楽学者Segundo Luis MorenoによるとSanjuanitoはSan Juan Bautistaの誕生日に踊るダンスだとされている。この誕生日はスペイン人が6月24日に作った大切な日で、偶然ですが先住民がInti Raymiの儀式をする日と同じある。

### 料理
エクアドル料理はその土地の標高やどのような農業をやっているかによってちがってくる。エクアドルでは3つのコースで料理を提供するところが多く、1つ目はスープ、2つ目はライスと肉もしくは魚、3つ目はデザートとコーヒーで締める。多くの場合、夕食は軽めに取り、パンとコーヒーまたはハーブティーだけということもある。
標高の高い地域の人たちは、豚肉、鶏肉、牛肉、クイ（ギニアピッグ）を食べることが多く、ライス、トウモロコシ、ジャガイモなどの穀物と一緒に食べる。
海岸沿いの地域の人たちは魚、海老、セビーチェなどのシーフードを主に食べます。セビーチェは揚げバナナ（chifles y patacones）とポップコーンまたはトスターダと一緒に食べることが多い。さらに海岸沿いの地域では揚げバナナとピーナッツ系の食事が基本となっている。Encocados（ココナッツミルクを入れる料理）もよく食べ、Churrascoは特にGuayaquilなどの海岸沿いの地域では主食となっている。
GuayaquilではArroz con menestra y carne asada（豆類とお肉がかかっているライス）を昔からよく食べる人が多く、揚げバナナを乗せることもある。Guayaquilは、バナナ、カカオ豆（チョコレートを作るのに使う）、海老、テラピア、マンゴー、パッションフルーツの生産高がエクアドルで最も高い。
アマゾン地区での主食はyucaで別の地域ではキャッサバと呼ばれている。バナナ、ブドウガメ、モモミヤシなど多くのフルーツがアマゾン地区で入手できる。

### 文学
アメリカ大陸のスペイン領の一部であるエクアドル植民地での文学は、当初、スペイン黄金世紀の影響を受けていた。初期のものとしては1600年代後半に生まれた現在のIbarraにあるエクアドル北部の村長であるJacinto Collahuazoの作品が代表例である。スペイン人による圧力や差別があったのにもかかわらず、CollahuazoはCastilianで読み書きを教わり、彼の作品はQuechuaの言葉で出版された。
Quipu語の使用はスペインによって禁止され、自分の作品を守るために多くのインカ帝国の詩人は自国のQuechuaの言葉の作品をアルファベットで書かなければならなかった。アメリカ先住民の言語で書かれた最も古いインカ帝国のドラマ”Ollantay”を背景にした歴史書には、Collahuazoの作品との共通点があり、Collahuazoは投獄されてしまい、彼の作品は全て燃やされてしまった。何世紀もあとにレンガ職人がQuitoにある植民地時代の教会にある壁を直している時に隠れていた原稿を発見して、彼の作品が表に出るようになった。その原稿は、Quechuaの言葉”Eligy to the Dead of Atahualpa”をスペイン語で訳されているCollahuazoの詩でAtahualpa王を失い、悲しく、落ち込んでしまったインカ帝国の国民を描写している。
その他のエクアドル人作家が書いた初期の作品として、Dauleで1725年に生まれたイエズス会修道士Juan Bautista Aguirreによる作品や、Riobambaで1727年に生まれた神父Juan de Velascoによる作品がある。De Velascoはスペインが来る前のVelasco王国（現在のエクアドル）にいた国民について書いた。彼が書いた物語は民族主義的で植民地化される前の歴史をロマンチックに描いている。
植民地時代後半や共和国時代初期の時代の有名な作家として出版業者でエクアドルの植民地時代で初の新聞を書いた主なメンバーの一人Eugenio EspejoやGuayaquil生まれでLa Victoria de JuninというタイトルのSimón Bolívar の頌歌で有名なJose Joaquin de Olmedo、名高い評論家で小説家のJuan Montalvo、”Cumanda”、”Tragedy among Savages”という作品で有名なJuan Leon Mera、エクアドル国歌を作ったLuis A. Martínez with A la Costa、Dolores Veintimillaなどがいる。
現代エクアドル作家として、小説家のJorge Enrique Adoum、詩人のJorge Carrera Andrade、随筆家のBenjamín Carrión、詩人のMedardo Angel Silvaと Jorge Carrera Andrade、小説家のEnrique Gil Gilbert、小説家のJorge Icaza（Huasipungoという小説の著者で多くの言語に翻訳されました）、短編小説の著者Pablo Palacio、小説家Alicia Yanez Cossioなどがいる。

### 芸術
エクアドルの芸術スタイルは16世紀から18世紀にかけて発展したEscuela Quiteñaという手法で、Quitoにある古い教会にその手法を使った芸術品が飾ってある。
エクアドルの画家はEduardo Kingman、Oswaldo Guayasamín、the Indiginist MovementのCamilo Egas、Manuel Rendon、Jaime Zapata、Enrique Tábara、Aníbal Villacís、Theo Constante、León Ricaurte、the Informalist MovementのEstuardo Maldonado、未来派の抽象画を描くLuis Burgos Florがいる。
ティグア族の絵画に代表されるように、エクアドルの伝統絵画は世界に知られている。

### スポーツ
エクアドルで一番人気のあるスポーツは、多くの南アメリカを見てもそうであるが、サッカーである。
Guayaquil にあるBarcelona and Emelec、QuitoにあるLDU Quito、Deportivo Quito、El Nacional、RiobambaにあるOlmedo、CuencaにあるDeportivo Cuencaなどのサッカーチームがある。
現在エクアドルで一番強いサッカーチームはLDU QuitoでCopa LibertadoresとCopa SudamericanaとRecopa Sudamericanaという大会で勝利した唯一のチームであり、2008年のFIFAクラブワールドカップで準優勝となった。
エクアドル代表が出場するサッカーの試合は最も視聴率が高いスポーツイベントであり、エクアドル代表は2002年と2006年のFIFAワールドカップで決勝トーナメントに進出した。
2002年FIFAワールドカップ予選はエクアドルにとってもエクアドル国民にとっても大成功であり、エクアドルはその大会をアルゼンチンに次ぐ2位で終え、優勝候補だったブラジルよりもいい成績であった。
2006年FIFAワールドカップではグループAでポーランドとコスタリカより成績で上回り、ドイツに次ぐ2位だった。
また、インドアスポーツであるフットサルはみんなで楽しくプレーできるので、特に人気がある。
エクアドルの中産階級や上流階級の人たちの間ではテニスがとても人気があり、エクアドルのプロテニス選手は国際的に高い評価を受けている。
バスケットボールは国際的に高い人気を誇っていていますが、エクアドルでは3人でプレーするタイプのバレーボールEcuavolleyが人気である。
Quitoではスペイン人がこの都市を創設したことを祝って毎年お祭りをするが、その時に闘牛をする。Quitoだけでなく小さな都市でも闘牛は行われる。
ラグビー協会も創設され、Guayaquil、Quito、Cuencaにあるチームが入っている。
エクアドルはオリンピックで今まで2つのメダルしか獲得したことがなく、その2つのメダルはJefferson Pérezが20km競歩で1996年に金メダルを獲得し、12年後に銀メダルを獲得した。Pérezは2003年のワールドチャンピオンシップの20㎞競歩で1:17:21の世界記録を達成した。

## 移民の傾向
1990年代に襲った経済危機によってここ10年で多くの人たちが国外に流出した。40万人を超えるエクアドル人がスペインやイタリアへ渡り、約10万人のエクアドル人がイギリスへ渡った。また、数十万人（推定50万人）のエクアドル人が現在アメリカ合衆国に住んでいて、多くは北東回廊の都市部に住んでいる。
ラテンアメリカ諸国に移住した人や日本やオーストラリアに移住した人もいる。
エクアドル人の子孫でアメリカ人の有名なポップミュージシャンのボーカルにChiristina Aguileraがいる。
エクアドルには約10万人のアメリカ人と3万人を超えるEUから国外追放された人がいる。彼らはエクアドルに仕事の機会を求め、また引退後安く生活できるところを求めて移住してきた。
コロンビアは政治的に不安定で、政治的な力の及ばないところでギャングなどによる犯罪が多く、亡命する人、保護施設を求める人や経済的に恵まれない元コロンビア人が次々とコロンビアにやってきた。ここ10年間を見ると少なくとも45000人の強制移住者がエクアドルに住んでいて、エクアドル政府と国際機関が彼らをサポートしている。2009年のUNHCRによる報告によると、167189人もの亡命者と保護施設を求める人が暫定的にエクアドルに住んでいるという。
ヨーロッパへ多くの人たちが渡ったので、その後エクアドルは人手不足で多くの就職口が空きましたがその仕事の多くは経済に恵まれないペルー人がついた。仕事は農業や特にスキルの必要としないものが多く、公式な統計による数字はないが、その数は何万とある。
アラブから来たエクアドル人のコミュニティーがたくさんあり、その数は何万とあるが、その多くは商工業に長けたレバノン人、シリア人、パレスチナ人の子孫によるものでGuayaquil、Quevedo、Machalaなどの海岸沿いの都市に住んでいる。
オスマン帝国のパスポートでやって来たそのコミュニティーに属する移民はエクアドルの地方独特の文化に溶け込み「タコス」と呼ばれている。
エクアドルにはスペイン人、イタリア人、ドイツ人、ポルトガル人、フランス人、英国人、ギリシャ系エクアドル人のコミュニティーもある。約450人いるエクアドル人ユダヤ教信者の多くはドイツもしくはイタリア人の子孫である。
エクアドルには22万5千人の英語を話せる人と11万2千人のドイツ語を話せる人がおり、その多くはQuitoに住んでいて19世紀後半に仕事を引退して元いたところに戻った移住者の子孫である。多くのヨーロッパからの移民の子孫は出身国から受け継いだものを一生懸命残そうとしている故に、彼らの多くは自分の学校、例えば、Quitoにある German School Guayaquil and German School Quito、Liceé La Condamine（フランス関連） 、Alberto Einstein （ユダヤ教関連） 、The British School of Quito （イギリス関連）などや文化的社会的機関、教会、カントリークラブを持っている。彼らのエクアドルへの社会的、政治的、経済的貢献は素晴らしいものがあり、多くのヨーロッパ人の家族が持っていた遺産はエクアドルの上流階級の人たちのものになり、その家族へ引き継がれていく。
少数ではあるが、アジア系エクアドル人のコミュニティーもあり、その数は2500人～25000人と言われている。それは主に雲南省の中国人と漢人の子孫と19世紀後半に鉱山業者、農家、漁師としてエクアドルへやって来たおそらく1万人くらいの日本人の子孫である。Guayaquilには東アジア人のコミュニティーがあり、中国、台湾、フィリピン、日本人がいる。